# Saint-Arnoult (Oise)
Saint-Arnoult ist eine französische Gemeinde mit 202 Einwohnern (Stand 1. Januar 2022) im Département Oise in der Region Hauts-de-France. Die Gemeinde liegt im Arrondissement Beauvais und ist Teil der Communauté de communes de la Picardie Verte und des Kantons Grandvilliers.

## Geographie
Die Gemeinde Saint-Arnoult liegt im Osten der Landschaft Pays de Bray, acht Kilometer ostsüdöstlich von Formerie. Zur Gemeinde gehören die Gehöfte von Colagnie-des –Fenêts, das Schloss Colagnie-des-Bois und der Weiler Marcoquet.

## Einwohner
| Jahr                       | 1962 | 1968 | 1975 | 1982 | 1990 | 1999 | 2010 | 2021 |
| -------------------------- | ---- | ---- | ---- | ---- | ---- | ---- | ---- | ---- |
| Einwohner                  | 274  | 281  | 241  | 203  | 173  | 172  | 187  | 200  |
| Quellen: Cassini und INSEE |      |      |      |      |      |      |      |      |

## Sehenswürdigkeiten
- Gebäude des Priorats Saint-Arnoult (15. Jahrhundert), ursprünglich von der Abtei Saint-Germer-de-Fly, später von der Abtei Beaubec abhängig, eine Fachwerkkonstruktion, seit 1988 als Monument historique eingetragen[1]
- Kirche Saint-Arnoult
- Garten der Priorei[2]
- Schloss Marcoquet
- Schloss Colagnie des Bois
- Wasserturm

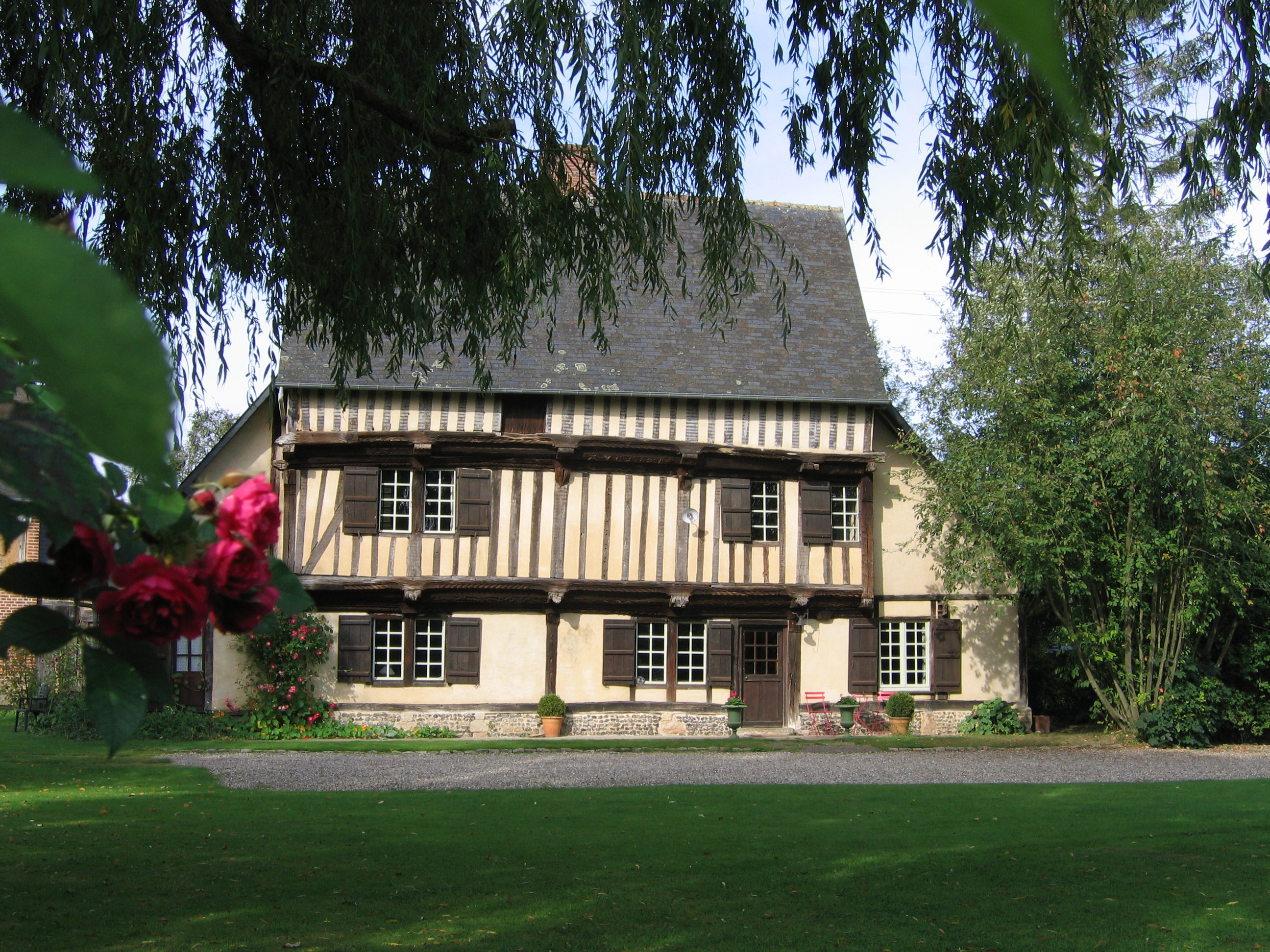
Ehemaliges Priorat
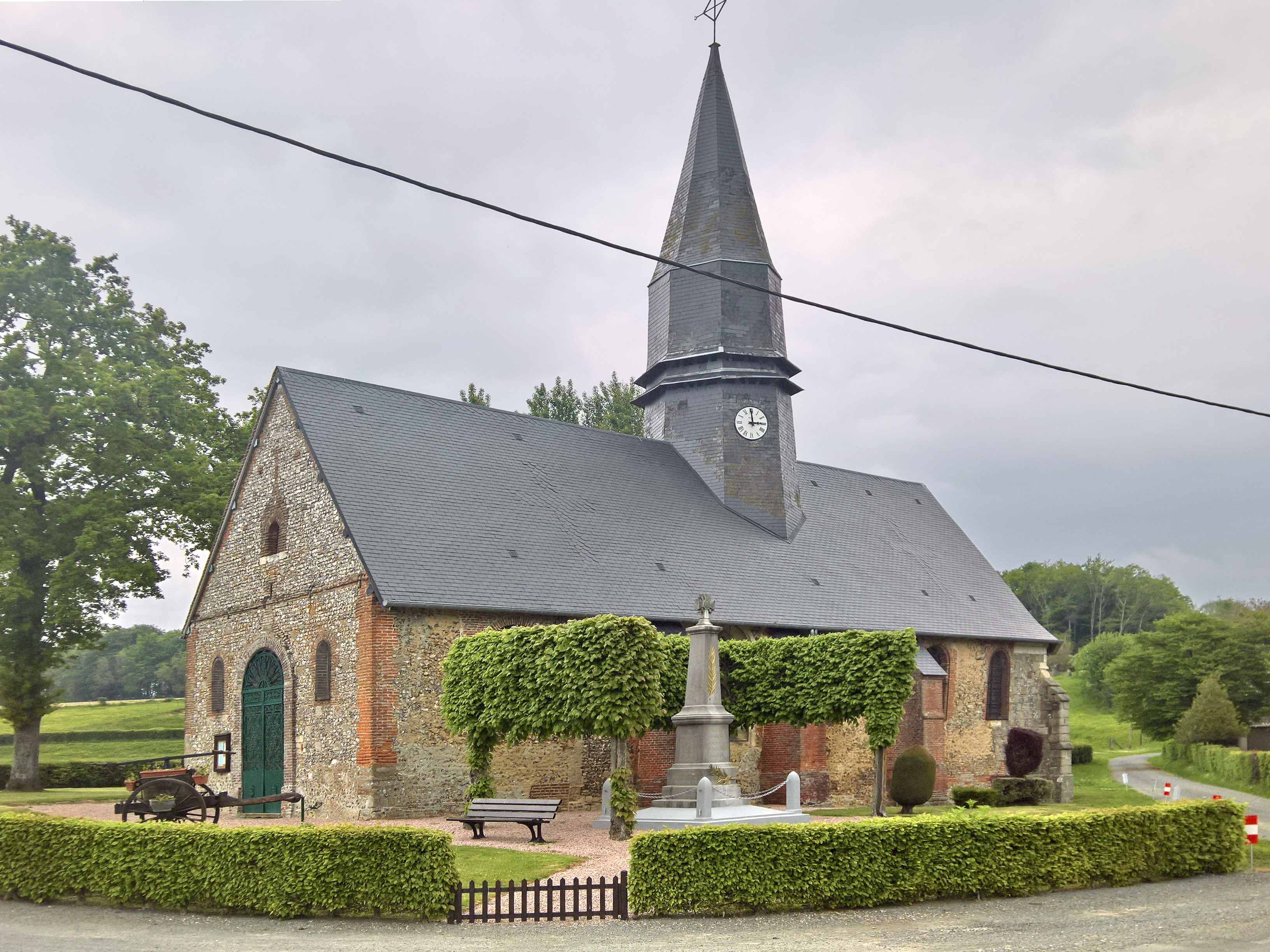
Kirche SaintArnoult
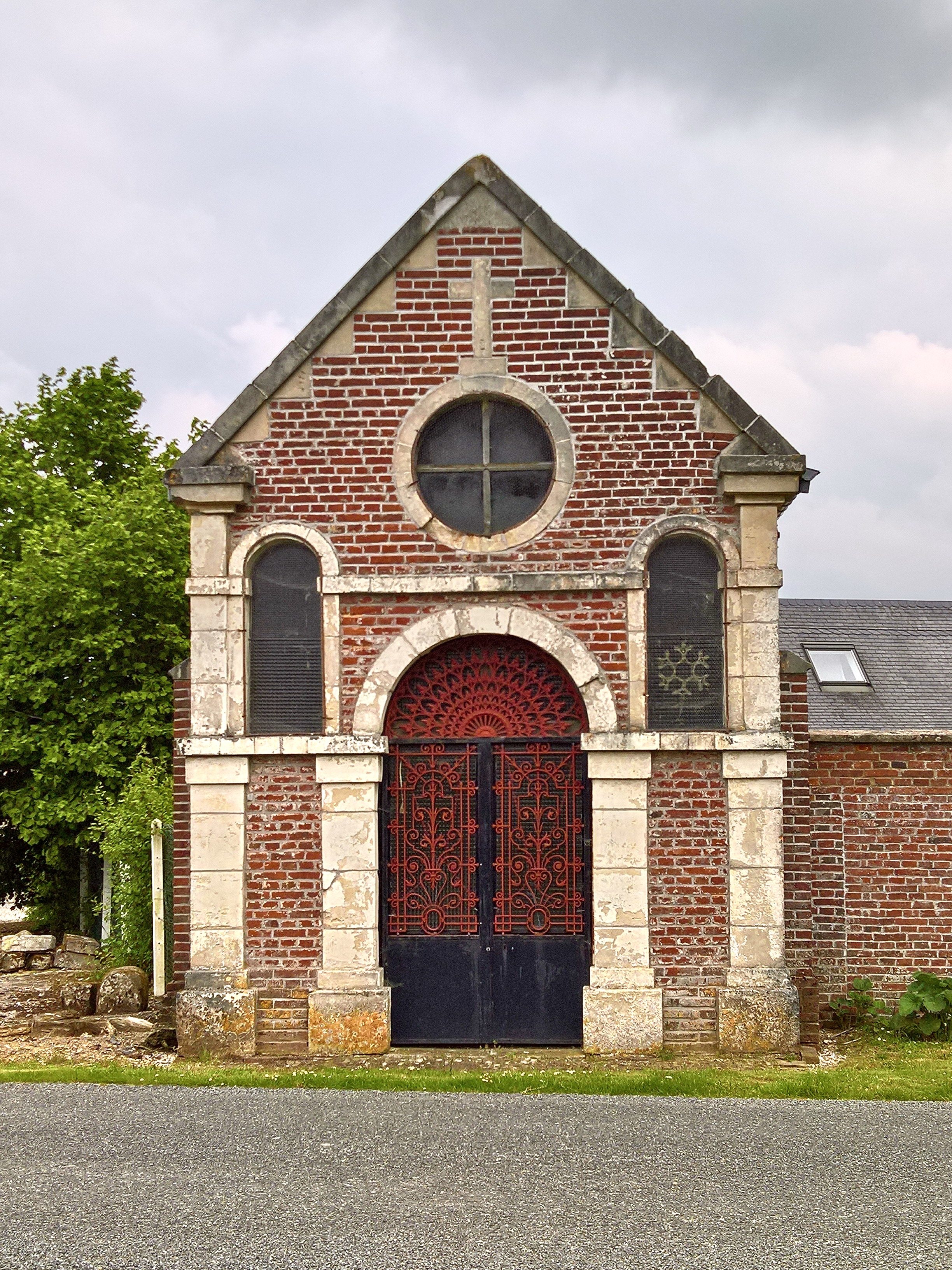
Kapelle im Ortsteil Marcoquet
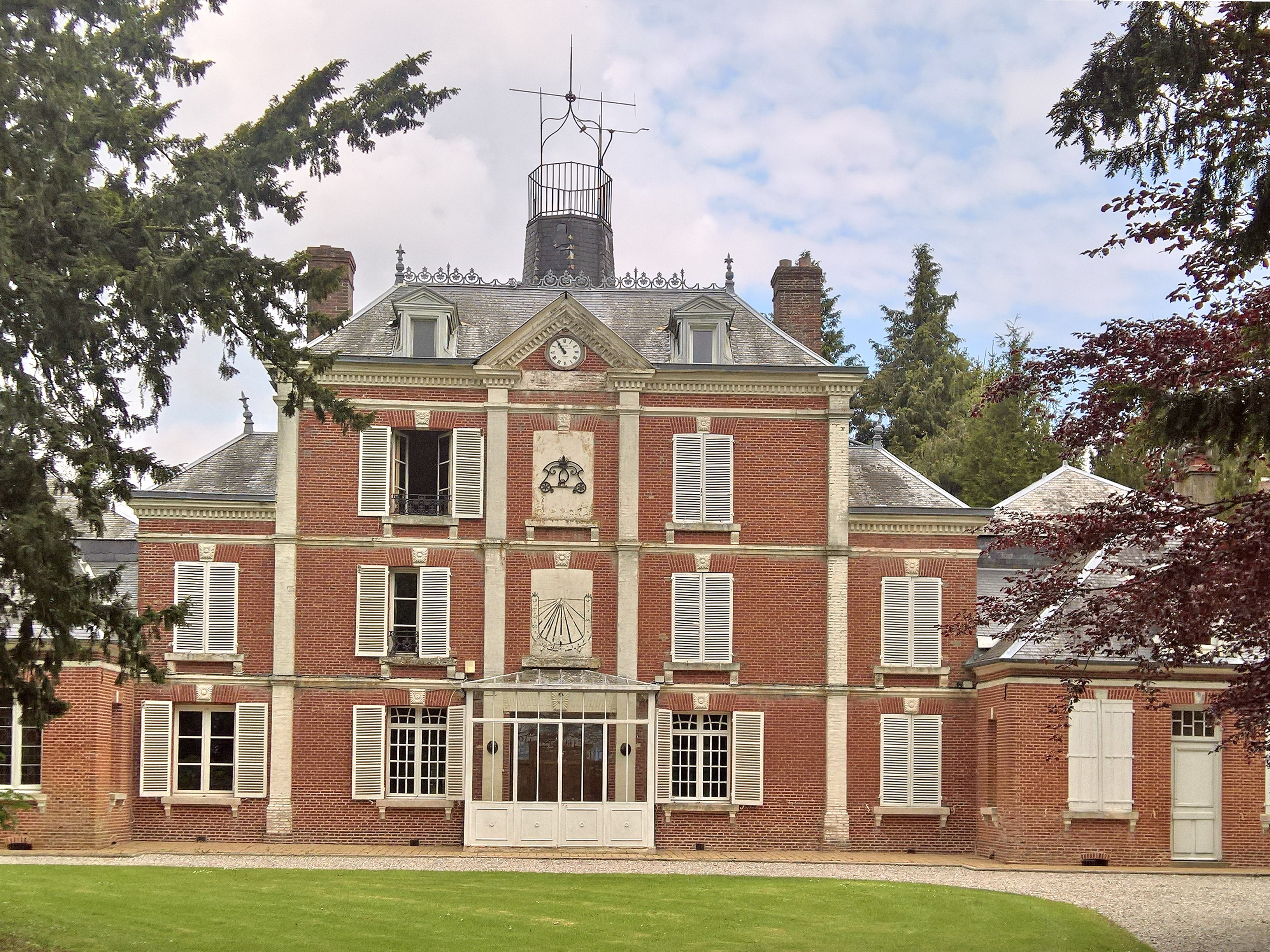
Schloss im Ortsteil Marcoquet